# Nicarete perrieri
Nicarete perrieri là một loài bọ cánh cứng trong họ Cerambycidae.